# Nikos Christidis
Nikos Christidis (gr. Νίκος Χρηστίδης) (ur. 18 września 1944) – grecki piłkarz występujący na pozycji bramkarza. Trener piłkarski.

## Kariera klubowa
Christidis karierę rozpoczynał w 1963 roku w Arisie. W 1970 roku zdobył z nim Puchar Grecji. W 1976 roku przeszedł do AEK Ateny. Z zespołem tym dwukrotnie zdobył mistrzostwo Grecji (1978, 1979), a także raz Puchar Grecji (1978). W 1982 roku zakończył karierę.

## Kariera reprezentacyjna
W reprezentacji Grecji Christidis zadebiutował 13 maja 1964 w wygranym 3:1 towarzyskim meczu z Etiopią. W latach 1964–1978 w drużynie narodowej rozegrał 26 spotkań.

## Kariera trenerska
Christidis pracował jako asystent trenera reprezentacji Grecji U-21, a także pierwszej reprezentacji Grecji. W 2001 roku został jej tymczasowym selekcjonerem. Poprowadził ją w jednym meczu, 15 sierpnia 2001 przeciwko Rosji (0:0).